# Rodenkirchen (Stadland)
Rodenkirchen ist ein Ort in der Gemeinde Stadland im Landkreis Wesermarsch in Niedersachsen. Mit rund 4000 Einwohnern ist Rodenkirchen der größte Ort der Gemeinde und Sitz der Gemeindeverwaltung.

## Lage

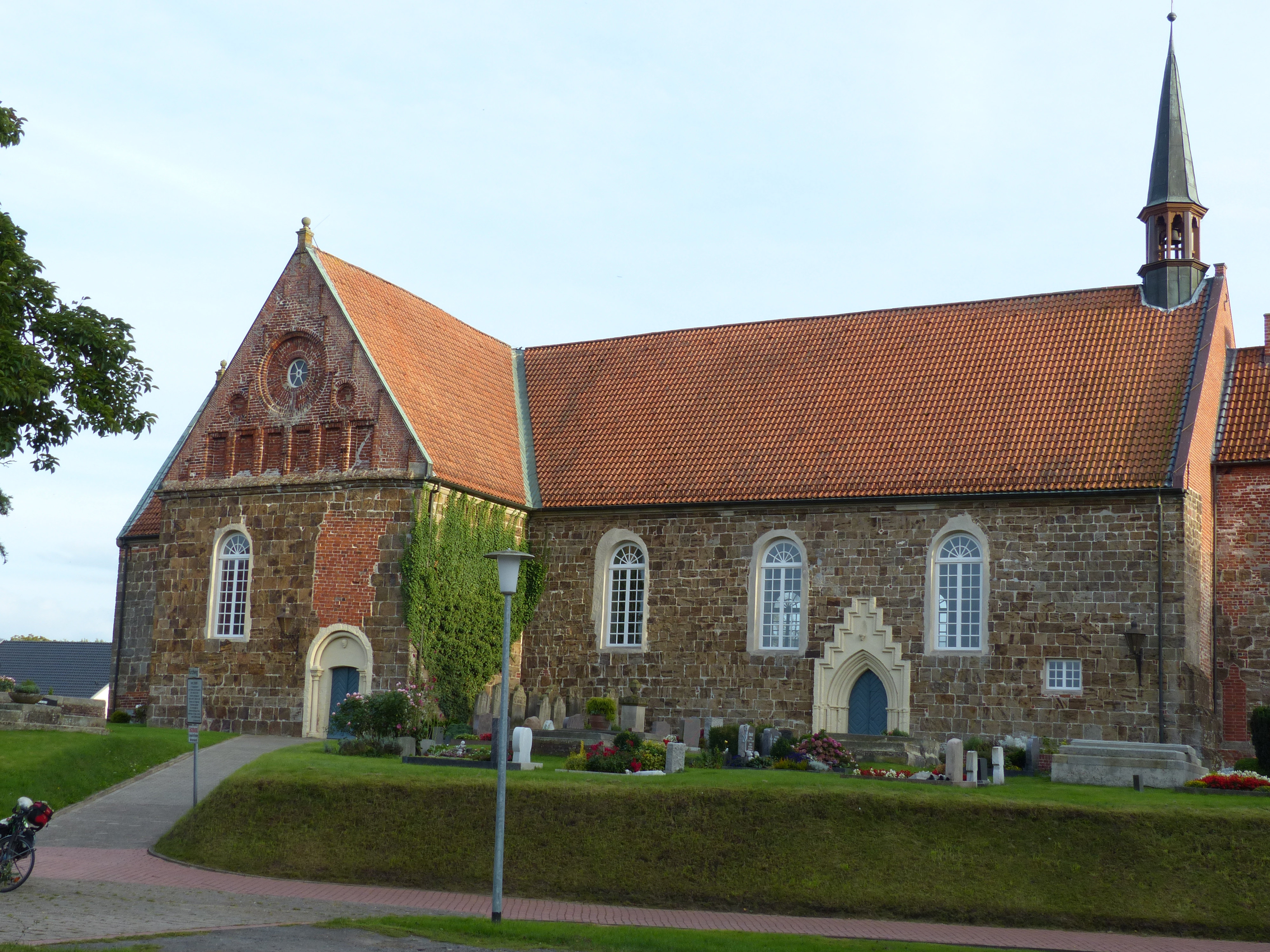
St.-Matthäus-Kirche in Rodenkirchen

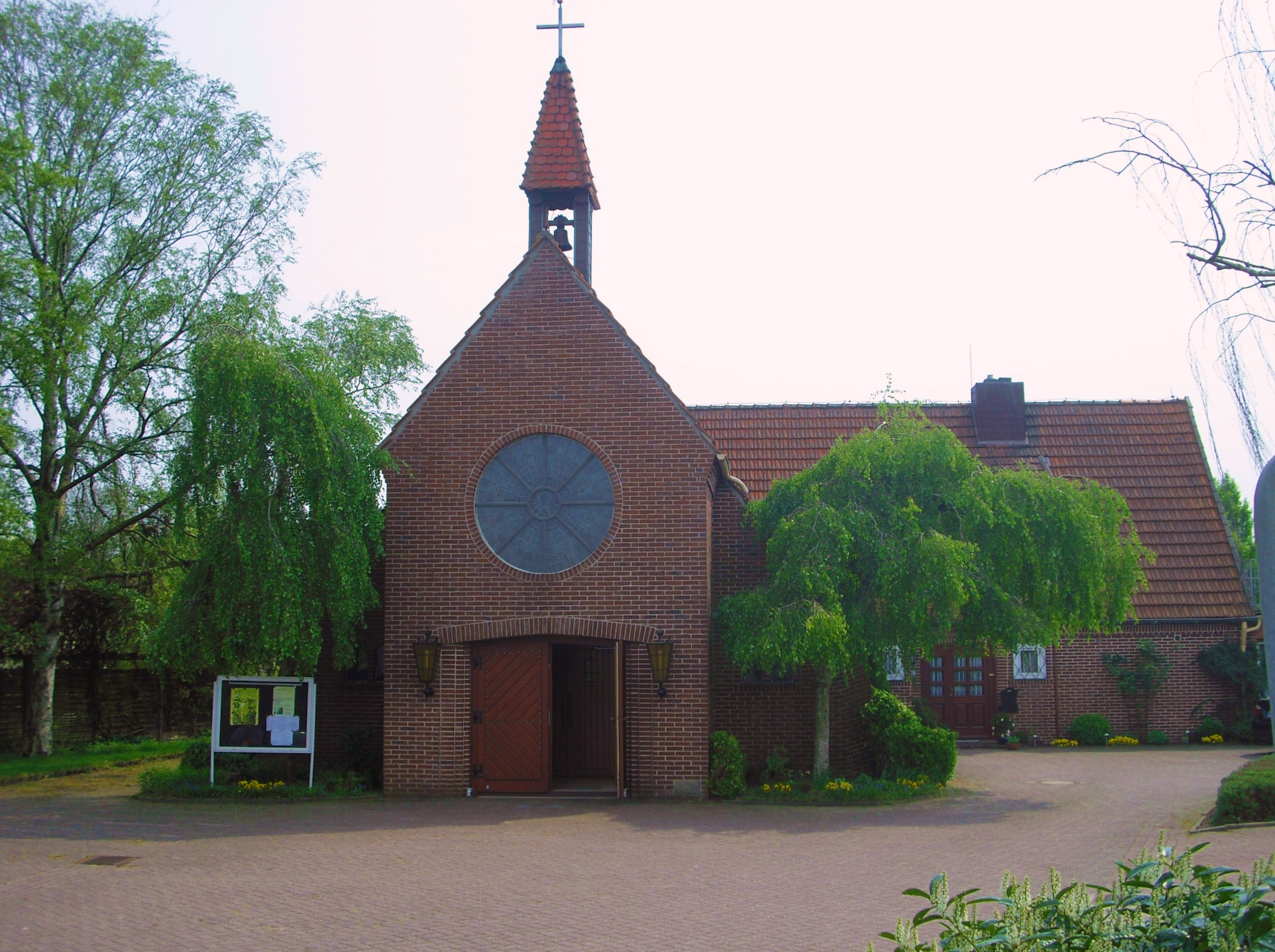
Ehemalige katholische Kirche Rodenkirchen

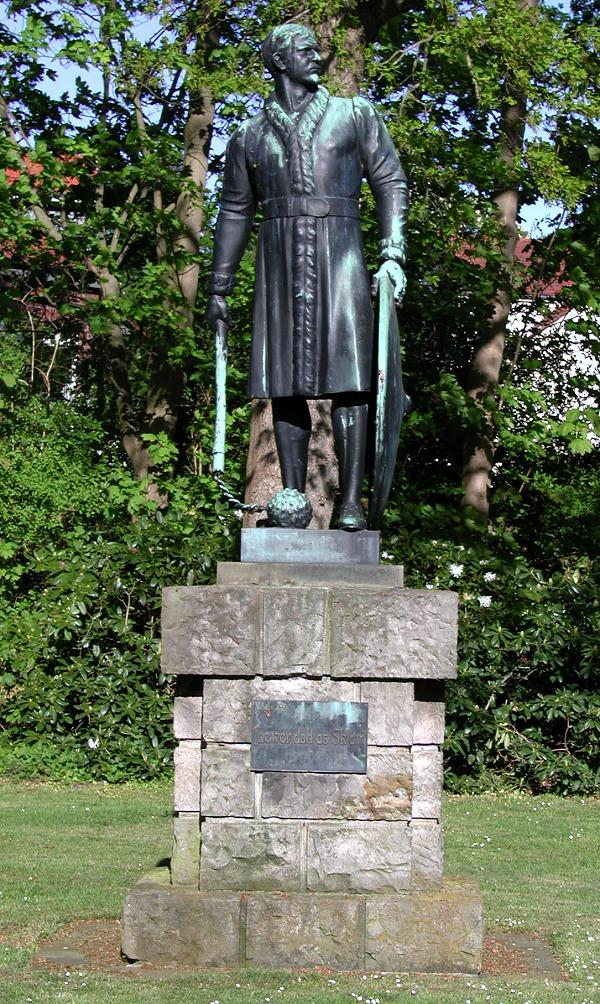
Hartwarder Friese

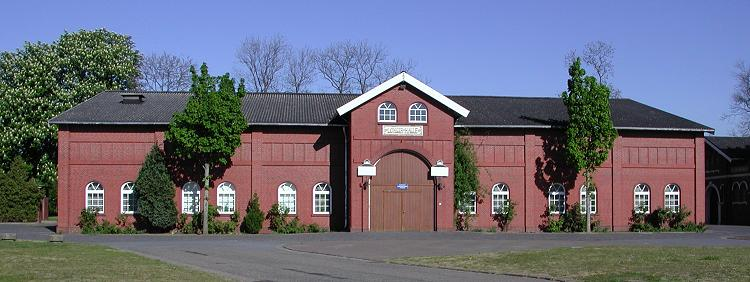
Die „Longirhalle“

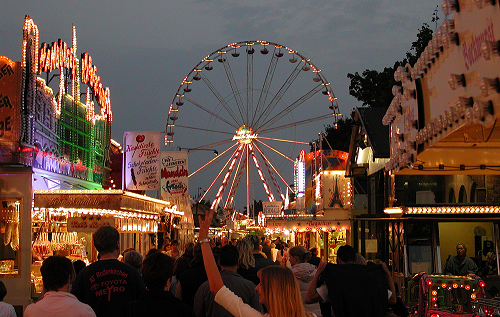
Roonkarker Mart – die 5. Jahreszeit

Im Osten grenzt Rodenkirchen an die Weser und an die Strohauser Plate, im Süden an die Stadtgemeinde und Kreisstadt Brake, im Westen an den Nachbarort Schwei und im Norden an den Nachbarort Kleinensiel, der wiederum an die Stadt Nordenham grenzt.

## Ortsteile
Der Kernort Rodenkirchen wird durch die Ortsteile Rodenkirchen (I und II), Hartwarden, Strohausen, Tegelland und Absen gebildet. Offiziell zählen zu Rodenkirchen die Bauerschaften: Kleinensiel, Beckum, Hartwarden, Hayenwärf, Alserwurp, Rodenkirchen (I und II), Strohausen, Tegelland, Absen (I und II), Alse, Sürwürden und Strohauser Plate. Zudem gibt es kleinere Ortschaften wie u. a. Rodenkircherwurp, Rodenkircherfeld, Rodenkircher Oberdeich, Hiddingen, Hakendorferwurp.

## Geschichte

### Frühgeschichte
Rodenkirchen befindet sich auf dem Uferwall der Weser, der an dieser Stelle vier Kilometer breit ist und sich einen Meter über das Niveau der restlichen Wesermarsch erhebt. Durch diese natürliche Erhöhung war die Gegend schon in Vorgeschichtlicher Zeit für Menschen attraktiv. Ein früher Beleg für die Besiedlung des Gebietes ist die bronzezeitliche Siedlung einige Kilometer westlich von Rodenkirchen in Hartwarderwurp. Eine sogenannte Flachsiedlung, die ohne Erhöhungsmaßnahmen auskommt, konnte in den 1950er Jahren bei einer archäologischen Untersuchung der St.-Matthäus Kirche nachgewiesen und als eisenzeitlich datiert werden. Als Maßnahme gegen den steigenden Meeresspiegel begann während der römischen Kaiserzeit der Wurtenbau in Rodenkirchen. Der historische Ortskern Rodenkirchens liegt auf der Dorfwurt, die sich etwa vom Bereich der St.-Matthäus-Kirche bis zur Schweier Straße erstreckt.

### Mittelalter
Einige der bei der Schlacht bei Altenesch besiegten Stedinger Bauern wichen nach der Schlacht nach Rodenkirchen in den Norden Rüstringens aus.
Die erste Kirche wurde vermutlich in der Mitte des 12. Jahrhunderts gebaut. Die Ortschaft Rodenkirchen erhielt ihren Namen im Jahre 1244. Für die Herkunft des Namens gibt es verschiedene Erklärungen. Die bekannteste besagt, dass sich der Name aus dem Wort „Roda“ für „Kreuz“ und „Kirche“ zusammen, also „Kreuzkirche“, was auf die Kreuzform der Kirche hinweist. Andere Sprachforscher halten es für wahrscheinlicher, dass mit „Kreuz“ die Funktion einer Kreuzigungskirche gemeint ist. Eine weitere Theorie zur Etymologie Rodenkirchens führt zu einer Ableitung des friesischen Personennamens „Rodo“ zurück, dieser könnte der Stifter der Kirche gewesen sein.
Mitte des 14. Jahrhunderts bildeten sich in den friesischen Marschen dynastische Häuptlingsherrschaften heraus. Für das Stadland etablierte sich um 1400 der aus Rodenkirchen stammende Dide Lubben, mit Unterstützung des Bremer Rates. Die Kirche von Rodenkirchen diente während der Herrschaft Dide Lubbens als befestigter Stützpunkt. 1404 verkaufte der Häuptling ein Grundstück an der Heete den Bremern, die dort die Friedeburg errichteten, um das Piratenproblem (welches auch von den Häuptlingen ausging) an der Unterweser zu lösen. Dide Lubben bereute seine Entscheidung, da von der neu errichteten Burg eine Herrschaft Bremens in das gesamte Stadland ausging. Er hinterging die Bremer und wurde dafür 1414 durch eine bremische Strafexpedition vertrieben. Die Eroberung der Friedeburg gelang erst 1424 durch andere Friesen.
Graf Johann V. von Oldenburg versuchte 1499 das Stadland zu unterwerfen. Die dort lebenden rüstringer Friesen wurden an der Hartwarder Landwehr besiegt und die Kirche von Rodenkirchen eingenommen. Der von Oldenburg eingesetzte Drost übergab jedoch nach kurzer Zeit das Gebiet wieder an die Stadländer. 1501 wurde die Kirche vom Grafen Johann erneut eingenommen. Nach darauf folgenden Niederlagen zog der Graf ab und kehrte 1514 mit den braunschweigischen Herzögen während der sächsischen Fehde zurück. Der Widerstand der Einheimischen wurde an der Hartwarder Landwehr bei Rodenkirchen mit Artillerie gebrochen. Verbleibende friesische Verbände wurden bei Langwarden aufgerieben. Im Anschluss verloren die Friesen ihre Freiheit und die Zeit der Häuptlingsherrschaften endete, das Stadland und Butjadingen wurden geplündert und die Zwingburg bei Ovelgönne errichtet.

### Neuzeit bis Gegenwart
Für die Zeit nach der Kirchenordnung 1573 ist für Rodenkirchen eine erste Schule belegt. Diese kann in Zusammenhang mit dem Aufstieg der lutherischen Kirche in Oldenburg gesehen werden.
Die Bevölkerung der Gemeinde Rodenkirchen lag 1662 bei etwa hundert und wuchs bis 1855 auf etwa 150.
Am 1. März 1974 wurde Rodenkirchen in die neue Gemeinde Stadland eingegliedert.

## Ortsbild
Der Ort ist einerseits ländlich geprägt, andererseits entstanden nach dem Zweiten Weltkrieg mehrere Neubausiedlungen.
Nach dem Zweiten Weltkrieg wurde das Tegelland – ein ehemaliges Lehm-Abbaugebiet für die nicht mehr vorhandene Ziegelfabrik – zu Bauland, um den Flüchtlingen und Vertriebenen neuen Wohnraum zu schaffen. Gegen Ende des 20. Jahrhunderts kamen neue Baugebiete für Einfamilienhäuser im Lübbenland, dem ehemaligen Kasernengelände und diversen kleineren Flächen hinzu.

## Schulen und Sportstätten
In Rodenkirchen befindet sich das Schul- und Sportzentrum. Dieses beinhaltet die örtliche Grundschule sowie die Oberschule. Eine Großsporthalle, eine kleinere Schulsporthalle, zwei Sportplätze (ein Rasen- und ein Kunstrasenplatz) und ein Bolzplatz werden sowohl von den Schulen als auch von den Sportvereinen der Gemeinde genutzt.

## Verkehrsanbindung
Bis zum Bau des Wesertunnels und dem Bau der Umgehungsstraßen begegneten sich im Ortskern von Rodenkirchen die Bundesstraßen 212 und 437, welches die Hauptverkehrsadern der Gemeinde Stadland sind. Der Bahnhof Rodenkirchen liegt an der Bahnstrecke Hude–Nordenham(–Blexen) und wird von der Regio-S-Bahn Bremen/Niedersachsen bedient.
| Linie | Verlauf | Takt   |
| ----- | --- | ------ |
| RS 4  | Bremen Hbf – Bremen-Neustadt – Heidkrug – Delmenhorst – Hoykenkamp – Schierbrok – Bookholzberg – Hude – Berne – Elsfleth – Kirchhammelwarden – Brake (Unterweser) – Rodenkirchen (Oldb) – Kleinensiel – Nordenham Stand: Fahrplanwechsel Dezember 2023 | 60 min |

Von 1913 bis 1958 zweigte hier die Bahnstrecke Varel–Rodenkirchen ab. 1998 wurde der Weser Sprinter, die VBN-Linie 440, von Bremerhaven über Rodenkirchen nach Oldenburg eingeführt. Zunächst nutzte die Buslinie die Weserfähre ab Bremerhaven nach Nordenham/Blexen. Die Buslinien nach Oldenburg (Oldb), Wilhelmshaven (nur noch mit Umstieg, da die durchgehende Linie 495 nicht mehr verkehrt) und Bremerhaven begegnen sich hier; somit ist Rodenkirchen ein Knotenpunkt im öffentlichen Verkehrsnetz des VBN.
Die Städte Oldenburg (Oldb), Wilhelmshaven, Bremen und Bremerhaven sind mit dem Auto innerhalb einer Stunde erreichbar.
Durch Stadland und durch Rodenkirchen führt ein Teil des Weserradweges und der Deutschen Sielroute (Radfahrerwegenetz).

## Wirtschaft
In Rodenkirchen sind vor allem viele Handwerksbetriebe sowie Handels- und Dienstleistungsunternehmen der Gemeinde Stadland ansässig. Zudem befindet sich in Rodenkirchen die Gemeindeverwaltung.
Ein weiterer wirtschaftlicher Schwerpunkt ist neben der Landwirtschaft der Tourismus, was sich durch das Vorhandensein zahlreicher Gastronomie- und Hotelbetriebe sowie private Fremdenverkehrszimmer ausdrückt.
Gewerbegebiete finden sich in Hartwarden und am Wesertunnel. Trotz günstiger Verkehrsanbindungen bleibt die Neuansiedlung von größeren Betrieben aufgrund fehlender Nachfrage aus. Wie in der gesamten Wesermarsch ist die Arbeitslosenquote relativ hoch.

## Sehenswürdigkeiten

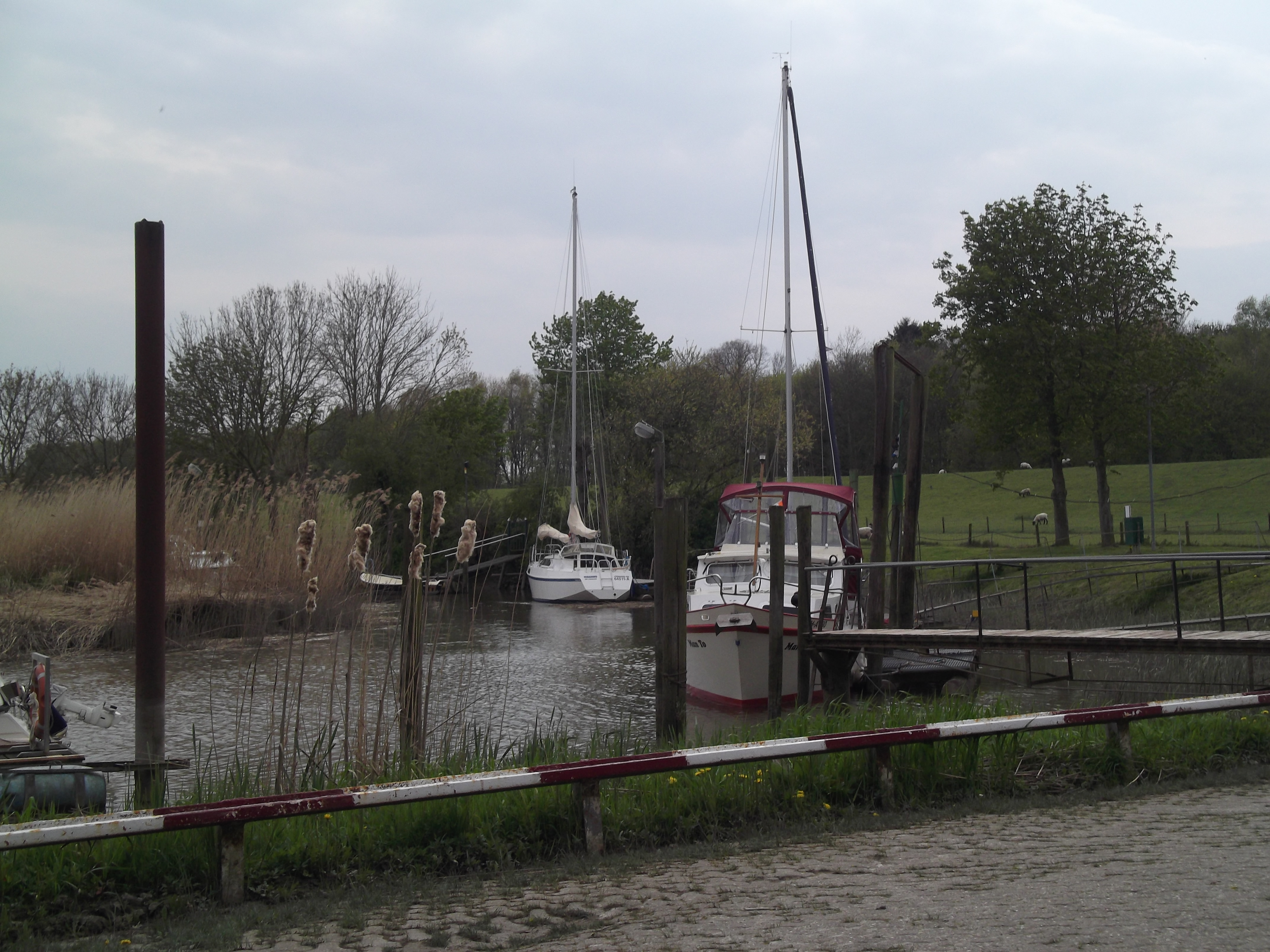
Strohauser Außensiel. Sporthafen. Blickrichtung landeinwärts.

- Der Hartwarder Friese erinnert an die Schlacht an der Hartwarder Landwehr 1514 und wurde 1914 vom Rüstringer Heimatbund errichtet.
- St.-Matthäus-Kirche
- Strohauser Plate (Vogelschutzgebiet)
- Das Strohauser Außensiel war das geographische Vorbild für Alma Rogges Bühnenstück Schmuggel an der Bucht (Zwei Kisten Rum).

### Historisches Dielenschiff „Hanni“
Das Dielenschiff „Hanni“ liegt im Abser Yachthafen. Es ist ein originalgetreuer Nachbau der historischen Dielenschiffe, die früher die Bauernhöfe in der gesamten Wesermarsch mit Waren belieferten. Dadurch, dass diese Schiffe nur einen geringen Tiefgang haben und der Segelmast umgeklappt werden kann, konnten sie leicht die Siele befahren.

### Bronzezeithaus Hahnenknoop
1976 wurde das Strohauser Siel von der Weser bis fast hin zum Jadebusen gebaut, um die Entwässerung in der nördlichen Wesermarsch zu verbessern. Bei Hartwarderwurp stießen die Maschinen auf Holzreste und Scherben. Bohrungen bestätigten, dass sich zwei Meter unter der Marschenerde Reste einer unbekannten Siedlung befanden. Für eine genauere Untersuchung fehlten zu der Zeit allerdings die finanziellen Mittel.
Erst 25 Jahre später konnte das Niedersächsische Institut für historische Küstenforschung, Wilhelmshaven, mit einer Grabung beginnen, die von 1996 bis 2001 dauerte. Zu Tage förderte es einen einzigartigen Fund: die Reste einer kompletten Hofstelle, die zu der ältesten bisher gefundenen Siedlung in der deutschen Marsch gehört. Die Archäologen legten 2000 Stümpfe von Holzpfosten frei, die sich im feuchten Marschboden unter ständigem Luftabschluss erhalten hatten. Auch bargen sie unter anderem Knochen, Pflanzen, Keramik und Gegenstände aus Bronze.
Diese Ergebnisse ermöglichten die Rekonstruktion eines Hauses, das vom Förderverein Bronzezeithaus unter anderem mit Mitteln der EU nachgebaut wurde. Es wurde Anfang September 2005 feierlich eingeweiht und vermittelt eine Vorstellung vom Leben der Menschen im 10. bis 9. Jahrhundert vor Chr.

### Marktplatz
Das Rathaus der Gemeinde Stadland befindet sich direkt an dem im Zentrum von Rodenkirchen gelegenen Marktplatz. Vor dem Rathaus findet jeden Donnerstag der Wochenmarkt statt.
Den östlichen Abschluss des Marktplatzes bilden die Markthallen, welche ursprünglich als Hengst- und Landwirtschaftshallen genutzt wurden. Die nördlichste von ehemals drei Markthallen wurde abgerissen, um Platz für das Feuerwehrhaus zu schaffen. Die südlichste Halle wurde lange Zeit als kommunaler Bauhof genutzt und dient heute auch als Festhalle während des Roonkarker Marts. Die mittlere Markthalle, die ehemalige „Longirhalle“, wurde nach einem Brand restauriert und zu einer Festhalle umgebaut, in der regelmäßig Veranstaltungen aller Art stattfinden. Auf der Rückseite des Gebäudes befindet sich das Jugendzentrum.
Der Bahnhof liegt direkt am Marktplatz. Die Architektur des Bahnhofes schließt sich der der Markthallen an und bietet ein einheitliches Bild. Um dies zu komplettieren, wurde das Feuerwehrhaus mit einem Vorbau erweitert und erinnert somit an die nicht mehr vorhandene Markthalle.
Vor dem Ersten und Zweiten Weltkrieg wurde auf dem Marktplatz Vieh umgeschlagen und mit der Bahn abtransportiert.
Jedes Jahr findet im Herbst, immer Ende September, der „Roonkarker Mart“ statt, der größte und älteste Jahrmarkt im Landkreis Wesermarsch. Jedes Jahr kommen über 200 Schausteller mit ihren Karussells und Buden auf dem Marktplatz zusammen und locken Tausende von Besuchern aus der Umgebung für vier Tage an.

## Persönlichkeiten
- Dide Lubben (bezeugt 1384–nach 1414), Ostfriesischer Häuptling
- Diedrich Konrad Muhle (1780–1869), Pfarrer und Chronist
- Karl Becker (1823–1896), Direktor des oldenburgischen Statistischen Bureaus und des kaiserlichen Statistischen Amtes in Berlin
- Robert Allmers (1872–1951),  Industrieller und Präsident des Reichsverbandes der deutschen Automobilindustrie (RDA)
- Alma Rogge (1894–1969), niederdeutsche Dichterin
- Franz Radziwill (1895–1983), Kunstmaler der Neuen Sachlichkeit
- Helene Ramsauer (1905–2001), evangelische Theologin
- Hans-Joachim Beckmann (* 1946), Politiker (SPD)
- Friederike Frerichs (* 1944), Schauspielerin